# Parlamentswahl in Ägypten 1950
Die Parlamentswahlen in Ägypten 1950 fanden am 3. und 10. Januar 1950 statt. Es war die letzte Parlamentswahl im Königreich Ägypten, das 1952 nach einem Militärputsch in eine Republik umgewandelt wurde.
225 der 319 Sitze gingen an die Wafd-Partei, 28 an die Sa'd-Partei, 25 an die Liberal-Konstitutionalistische Partei und 40 an verschiedene Kleinparteien und Unabhängige.

## Ergebnisse
| Partei                                | Anteil  | Sitze |
| ------------------------------------- | ------- | ----- |
| Wafd-Partei                           | 70,5 %  | 225   |
| Unabhängige                           | 10,4 %  | 33    |
| Sa'd-Partei                           | 8,8 %   | 28    |
| Liberal-Konstitutionalistische Partei | 8,1 %   | 26    |
| Nationale Partei                      | 1,9 %   | 6     |
| Demokratische Sozialistische Partei   | 0,3 %   | 1     |
| Ungültige/Leere Zettel                | -       | -     |
| Gesamt                                | 100,0 % | 319   |